# Kościół Nawiedzenia Najświętszej Maryi Panny w Gardnie Wielkiej
Kościół Nawiedzenia Najświętszej Maryi Panny w Gardnie Wielkiej – rzymskokatolicki kościół parafialny we wsi Gardna Wielka, w gminie Smołdzino, w powiecie słupskim, w województwie pomorskim. Należy do dekanatu Główczyce diecezji pelplińskiej.

## Historia i wyposażenie
Pierwsza świątynia w Gardnie Wielkiej wzniesiona na początku XIII stulecia podczas rządów Świętopełka II była budynkiem drewnianym. Późniejsza, zbudowana w średniowieczu była już murowana, ale została spalona podczas wielkiego pożaru Gardny Wielkiej w 1772 roku. Obecnie istniejąca budowla została wzniesiona w 1852 roku (wieżę kościoła datuje się na 1860 rok). Świątynia w dwudziestoleciu międzywojennym nosiła wezwanie Św. Stanisława, obecne wezwanie to Nawiedzenie Najświętszej Marii Panny. W kościele zachowały się fragmenty murów średniowiecznej budowli. Do interesujących zabytków wyposażenia świątyni można zaliczyć: dzwon kościelny odlany w 1764 roku w Kołobrzegu przez mistrza Jana Meyera; granitowa chrzcielnica pochodząca z XIII/XIV stulecia; obrazy znanych niemieckich malarzy: "Chrystus Ukrzyżowany" Paula Hintza z 1933 roku, "Matka Boska z Dzieciątkiem" Margaret Neuss-Stube z 1947 roku. Do połowy ubiegłego wieku wewnątrz budowli, pośrodku nawy wisiał wotywny model trójmasztowego żaglowca. Do dziś w ostrołukowych oknach świątyni znajdują się, zamontowane w 1920 roku, witraże poświęcone niemieckim żołnierzom poległym na frontach I wojny światowej.